# Spletno družbeno omrežje
Spletna družbena omrežja (občasno, kadar ne gre po namenu ali obsegu za družbeni vidik, poimenovana socialna ali družabna omrežja) so aplikacije, spletne storitve, platforme ali strani, ki gradijo in odražajo družbene mreže ali družbene odnose med ljudmi, ki imajo npr. skupne interese in/ali aktivnosti. Te spletne aplikacije posameznikom omogočajo: 
- ustvarjanje javne ali delno javne podobe znotraj omrežja;
- oblikovanje seznama uporabnikov, s katerimi so povezani in
- prikazovanje in pretok njihovih seznamov povezav in povezav drugih v omrežju.[1]

Strani spletnih družbenih omrežij omogočajo uporabnikom deljenje zamisli, dejavnosti, dogodkov in interesov znotraj svojih omrežij – zagotavljajo sredstva za interakcijo med uporabniki preko interneta (elektronska pošta, takojšnje sporočanje), »brez konvencionalnih omejitev materialnih virov, bližine in začasnosti. Vse to pa temelji na trgih družbenih mrež, ki opredeljujejo kreativne industrije in nove medije, tako, da integrirajo in preoblikujejo nove tehnologije v nove storitve ter vpeljejo različnost tokov novosti v lastniško ekonomijo .  	 
Glavni atribut spletnih družbenih omrežij je nudenje posamezniku možnost ohranjanja stikov z ljudmi, ki jih morda sicer ne bi videl nikoli več. Po drugi strani pa lahko s pomočjo spletnih družbenih omrežij posameznik gradi novo obsežnejšo mrežo poznanstev in pridobiva nove prijatelje. Vsi ti spletno zgrajeni odnosi oz. omrežja zajemajo ogromno število uporabnikov interneta, katerih članstvo (participacija) ni trdno – »je izjemno tekoče, z nizkimi socialnimi stroški povezanimi z vstopom ali izstopom.« . Družbena omrežja so tako kot številne druge mreže nekako urejena s pridihom naključnosti. To pa zato, ker si še tako naključne stike, s katerimi se povežemo v večjo mrežo, ne izberemo čisto naključno . Vsak posameznik ima zavestno ali nezavedno v mislih nekatera merila in pričakovanja, ki naj bi jim njegovi (novi) prijateljski stiki zadostili.

## Tipi spletnih družbenih omrežij
Na spletnih družbenih omrežjih se uporabniki lahko predstavijo, si oblikujejo svoje družbeno omrežje ter ustvarijo ali ohranjajo stike z drugimi . Takšna spletna mesta so lahko poslovno obarvana (npr. LinkedIn.com), romantično usmerjena (npr. Friendster.com), namenjena deljenju  skupnih interesov (npr. Myspace.com), namenjena študentskemu druženju (npr. Facebook na začetku) ali vsem (npr. Facebook danes).  Tako kot si zunaj tega virtualnega sveta oblikujemo različne interesne skupine, kategoriziramo ljudi glede na to, kaj imamo z njimi skupnega ipd., je tudi na spletu zgodba enaka. Bistvena je le očitna preprostost ohranjanja in navezovanja stikov z ljudmi z različnih koncev sveta in z različnimi interesi, ki jih v ogromnem in neomejenem realnem svetu morda ne bi niti opazili.
Kakšne tipe družbenih omrežij bomo zasledili, je odvisno od tega, kako se do njih dostopa (npr. prek mobilnega telefona) ter glede na to, kakšne interaktivne storitve nam ponujajo. Če je neko spletno družbeno omrežje specializirano za prenos in ogled video vsebin kot npr. YouTube, bomo tam redko našli še kaj drugega, saj gre za omrežje, ki je vsebinsko specializirano za video vsebine. Večinoma pa je vsem spletnim družbenim omrežjem skupna možnost dodajanja komentarjev uporabnikov, obstajajo pa tudi takšna, kjer lahko posameznik z nekaj znaki napiše krajši blog – t. i. mikroblog (npr. Twitter).  

## Zgodovina
Možnost, da računalniško mreženje omogoči nove oblike računalniško posredovanih družbenih interakcij, je bila znana že zgodaj. Prizadevanja o podpori spletnih družbenih omrežij skozi računalniško posredovano komunikacijo so se začela v mnogih zgodnjih spletnih storitvah, vključno z Usenet, ARPANET, LISTSERV in storitvah oglasne deske (BBS). Številne prototipne lastnosti spletnih družbenih omrežij pa so prav tako bile prisotne v spletnih storitvah, kot so America Online, Prodigy in CompuServe.
Zgodnja družbena mreženja se na svetovnem spletu pojavijo v obliki spletnih skupnosti, kot so Theglobe.com (1995) , Geocities (1994) in Tripod.com (1995). Mnoge teh z mnogo spletnih strani je začelo razvijati naprednejše funkcije, ki uporabniku olajšajo iskanje in urejanje prijateljev. Ta novejša generacija družbenih spletnih strani je zacvetela s pojavom Makeoutclub-a leta 2000, ki mu je leta 2002 sledil  Friendster in kmalu postal del internetnega mainstreama. Leto pozneje mu sledita MySpace in LinkedIn, in nazadnje še Bebo. Potrditev porasta popularnosti strani družbenih omrežij pa je z letom 2005 pomenil podatek, da je imel MySpace več ogledov kot Google.
Facebook, ustanovljen leta 2004, je od takrat postal največje spletno družabno omrežje na svetu. Poleg njega pa dandanes že skoraj vsaka druga stran uporablja širok nabor modelov družbenega mreženja.

## Osnovne značilnosti spletnih družbenih omrežij
Zgradba virtualnih prostorov vsekakor omogoča in namiguje na nekatere vrste interakcij, ravno tako kot na naše interakcije vpliva arhitektura fizičnih prostorov. Arhitekture spletnih družbenih omrežij zajemajo strukturo, obliko in organizacijo, razlikujejo pa se lahko glede na njihov namen in razvijajočo se tehnologijo. Nekatera omrežja imajo tako omejen dostop do oblikovanja profila oz. podobe, nekatera pa na primer drugačna pravila glede tega, kdo lahko naš profil vidi .
Za spletno mreženje so značilne konvencionalne funkcije. Najpogosteje morajo uporabniki ustvariti svoj profil, ki vsebuje različne informacije o njih. Seveda pa lahko na svoj spletni  oz. podobo naložijo tudi svoje slike, objavijo svoj blog, iščejo druge uporabnike s podobnimi interesi ter zbirajo in delijo seznam stikov. Dodatek uporabniških profilov pa je mesto, kjer so komentarji prijateljev in drugih uporabnikov. Za varstvo uporabnikove zasebnosti imajo [družbena omrežja] navadno ukaze, ki omogočajo uporabniku, da si sam nastavi, kdo lahko vidi njihov profil, jih kontaktira, doda na seznam stikov ipd.
V zadnjih letih je prav tako mnogim različnim organizacijam postalo skupno ustvarjanje profilov, za promoviranje lastnih produktov in storitev.
Nekatera spletna omrežja imajo še dodatne funkcije, kot npr.: možnost ustvarjanja skupin, ki imajo skupne interese in pripadnosti, možnost nalaganja in predvajanja video datotek ter možnost razpravljanja v forumih. Nenazadnje pa je postalo popularno tudi mobilno družbeno mreženje, ki dodatno poenostavi konstantno povezovanje uporabnikov spletnih omrežij, saj za to ne potrebujejo več zgolj računalnika, obenem pa so lahko »v stiku« s svojimi prijatelji na vsakem koraku.   

## Razlika med elektronskimi družbenimi omrežji in tradicionalnimi družbenimi omrežji
Najočitnejša razlika med elektronskim družbenim omrežjem, ki vsebuje računalniško posredovane komunikacije in s "face-to-face" komunikacijo ustvarjenim tradicionalnim družbenim omrežjem je fizična.  Nepotrebnost fizične bližine je odlika elektronskega družbenega omrežja, a pomanjkljivost tradicionalnega družbenega omrežja. Teoretično naj bi ta porast popularnosti spletnih družbenih omrežij obenem pomenila manjšo osebnost v družbenih interakcijah (manj neposrednih stikov) in izjemno ohlapne odnose, pa vendar v praksi temu ni tako, saj lahko posameznik s pomočjo tovrstnih strani (Facebook, Twitter, LinkedIn ipd.) enostavneje ohranja prijateljske vezi ali pa celo zgradi nove. Družbena omrežja tako nikakor ne pomenijo posameznikove izolacije od realnega sveta, ali beg pred realnim v virtualni svet, temveč so njegove spletne prijateljske in (po)znanske mreže le dodaten pripomoček h gradnji realnih (tradicionalnih) družbenih mrež.

## Medosebno komuniciranje
Povezovanje uporabnikov v številna spletna družbena omrežja ne pomeni zatona njihovih medosebnih stikov, pač pa le še spodbudi njihovo željo po komuniciranju z ljudmi okoli sebe (v realnem in virtualnem svetu). Še več, strani spletnih družbenih omrežij so postale popularne strani, kjer se razširja kultura mladih, spodbujajo njihovi medosebni odnosi in izmenjujejo kulturni artefakti. Paradoksno pa naj bi ravno z uporabo tovrstnih strani, kot sta npr. Facebook in MySpace, številni pripadniki spletnih družbenih omrežij ogrožali raven svoje medosebne interakcije.
Spletna družbena omrežja so tako učinkovit in na številnih področjih uporaben pripomoček pospeševanja prodaje, reklamiranja, povezovanja s poslovnimi partnerji ali prijatelji, izobraževanja ipd. Področja, kjer je spletno mreženje že skoraj pravilo:
- področje vlade (za enostavno pridobivanje javnega mnenja in ohranjanje publicitete),
- poslovno področje (ugoden način promocije in vzpostavljanja povezav za učinkovitejšo prodajo storitev ter način pridobivanja praks in poslovnih priložnosti),
- romantične zveze (lažje iskanje in spoznavanje partnerjev),
- področje izobraževanja (uporabniki se med seboj ali s profesorji lahko pogovarjajo o študijskih temah, delijo informacije ipd.),
- področje zdravstva (možnost povezovanja ljudi s podobnimi težavami ali boleznimi, možnost dodatne raziskave in medsebojno spodbujanje bolnikov).

## Slabosti spletnih družbenih omrežij
Poleg vseh pozitivnih lastnostih in doprinosov spletnih družbenih omrežij, pa je treba omeniti tudi nekatere slabosti le-teh. Kot pri vsaki drugi 
spletni aplikaciji ali storitvi tudi pri spletnih družbenih omrežjih naletimo na morebitne zlorabe in neprijetnosti. Najpogostejše in najbolj problematično je vprašanje zasebnosti. Uporabniki v svojem spletnem profilu oz. podobi namreč objavijo svoje osebne podatke, ki jih nepridipravi lahko zlorabijo (npr. kraja identitete). Pojavijo se vprašljivo pristni profili, celo dvojni profili, lažni profili in informacije ipd. Problem pa je, da ko enkrat objavimo informacije na internetu, jih je skoraj nemogoče popolnoma izbrisati. Krivcev za ogrožanje uporabnikove zasebnosti pa je več. Uporabniki lahko nenazadnje objavijo zasebne informacije, ki jih spletna stran nezadostno zavaruje in tako omogoči tretji strani, da prosto uporablja objavljeno na družbenih omrežjih v različne namene. Včasih niti zaščita z geslom ne pomaga. Hote ali ne podatki kmalu postanejo dostopni vsem poznanim in neznanim uporabnikom interneta.  
Poleg zlorabe osebnih podatkov in posameznikove zasebnosti pa bomo na straneh spletnih družbenih omrežij zasledili še vsaj dva druga tipa zlorab: t. i. »trolling« (=čustvena zloraba; žaljenje in norčevanje) ter »spletno teroriziranje«.    

## Trendi
Nenehno razvijajoča se uporabnost tehnologije in nove uporabnikove zahteve povzročajo pojavljanje družbenih mrež že skoraj na vseh možnih elektronskih napravah. Uporabnik je upoštevan v vseh ozirih in vedno prispeva svoj delež v teh interaktivno usmerjenih aplikacijah, obenem pa ga nič več ne omejuje (ne čas ne prostor niti finančno stanje).  

## Zaposlitev na spletnih socialnih omrežjih
Zaposlitev na področju upravljanja s socialnimi omrežji je novodobna zaposlitev, ki jo je vzpodbudil vzpon socialnih omrežjih v zadnjem desetletju. Porast oglaševanja prek spletnih socialnih omrežij je vplival na potrebo podjetij po tem, da oblikujejo novo delovno mesto za posameznika, čigar delovne naloge bodo obsegale delo na teh omrežjih, kjer se bo ukvarjal s podobo podjetja v spletu in upravljal profie podjetja na socialnih omrežjih. Tako kot imajo podjetja nekoga zaposlenega, da se ukvarja s prodajo, pa ima vse več podjetij danes zaposleno osebo na socialnih omrežjih. Za zaposlene na tem področju se uporabljajo številni izrazi, kot so: koordinator spletnih socialnih omrežij, urednik, upravljavec, guru ipd, skupno tem zaposlitvam pa je, da se ukvarjajo s prenašanjem vsebine znamke prek blogov, Facebook strani, Twitter objav in Instagram profilov. Delo zaposlenih na področju spletnih socialnih omrežij običajno vključuje tudi nadzor nad vsebinami, vključevanje in interakcijo s privrženci znamke ter miritev kritikov.
Na LinkedIn se je, samo iz leta 2010 do 2013, število oglasov za zaposlitev na področju upravljanja spletnih socialnih omrežij povečalo za 1300%, kar kaže, da je ta zaposlitev v vzponu. Po podatkih iz raziskav, naj bi med zaposlenimi na delovnih mestih v povezavi s spletnimi socialnimi omrežji, bilo več žensk kot moških. V letu 2017 je tako npr. med 70% in 80% zaposlenih kot strokovnjakov za spletna socialna omrežja (uredniki, upravljavci spletnih strani, koordinatorji) bilo ženskega spola. Večinska prisotnost žensk na teh delovnih mestih naj bi odražala to, da ženske, vsaj v ZDA, v primerjavi z moškimi pogosteje uporabljajo spletna socialna omrežja. Spletna socialna omrežja s poudarkom na vidni podobi, kot so Instagram, Pinterest in Tumblr spadajo med najboljše načine, kako doseči potrošnice, prav tako pa oglasi na Twitterju in Facebook-u, ki so namenjeni točno določeni skupini žensk. Ker je žensk zaposlenih na področju poklicev povezanih z upravljanjem socialnih omrežij več kot moških,obstaja velika verjetnost za podcenjevanje te vrste dela znotraj visoko tehnološke industrije. Zaposlitev na spletnih socialnih omrežjih je tako precej manj cenjena in slabše plačana v primerjavi z zaposlitvijo pri podjetjih na drugih področjih znotraj visoko tehnološke industrije, npr. v Silicijevi dolini, kjer so v večini zaposleni moški.

### Opis dela na spletnih socialnih omrežjih
Delovne naloge se pogosto spreminjajo, saj je digitalna oblika komunikacije zelo nepredvidljiva. Urednik spletnih omrežij nekega podjetja je povedal, da njegovo delo obsega »od sestavljanja tweetov, do prenašanja dogajanja v živo s športnih prizorišč, prav tako uporabo drona za snemanje, kot tudi vodenje pogovorov prek spleta z bralci spletne strani, za katero dela«. Tako različne delovne naloge pomenijo tudi, da takšno delo zahteva številne spretnosti: urejanje videov, programiranje, znanje o oblikovanju podobe na spletu. Cilj dela zaposlenega za upravljanje spletnih socialnih omrežij je, da se postopoma približa strankam in dosega vedno večjo odzivnost in vključevanje strank na objavljene vsebine, npr. vedno večje število klikov na spletno stran podjetja in vedno večji prihodki podjetja, s tem ko, premišljeno izkoristi vse možnosti oglaševanja, ki jih ponujajo spletna socialna omrežja.
Strokovnjaki za socialna omrežja morajo dobro razumeti delovanje vsake oblike socialnega spletnega omrežja in vedeti, kako optimizirati vsebine na teh platformah, da bodo le-te dosegle odzivanje strank. Zaposleni se tako tudi vključuje v odgovarjanje na komentarje v imenu podjetja, ter na nevsiljiv način prodaja izdelke, preko nudenja podpore trenutnim in bodočim kupcem.

### Delovne naloge strokovnjaka za področje spletnih socialnih omrežij
-	Izdelava in vpeljava strategije, ki jo bo podjetje izvajalo na spletnih socialnih omrežjih, po tem, ko je zaposleni naredil analizo konkurence, določil platforme, na katerih bi podjetje oglaševalo svojo znamko, ter identificiral, kdo so ciljne stranke podjetja, ki bodo sestavljale spletno občinstvo.
-	Postavitev in upravljanje spletnih strani podjetij in profilov na izbranih platformah spletnih socialnih omrežij, z namenom povečanja pozornosti občinstva na spletu za ponudbo podjetja. Podjetja iščejo strokovnjake s področja družabnih omrežij, ki bodo s svojim delom na teh omrežjih pritegnili pozornost in komunicirali s ciljno skupino uporabnikov spleta.
-	Tvorjenje, urejanje, objavljanje in deljenje dnevne vsebine na spletu, kot so zapisi, slike, videi in uporaba programskega jezika za izdelavo spletnih strani. Preko vseh teh vsebin se vzpostavlja odnos med podjetjem in strankami.
-	Načrtovanje terminov objav določenih vsebin.
-	Stalna skrb za izboljšave, z analizo podatkov o tem, kako objave vsebin delujejo v spletu (število klikov, odzivov, vključevanj) in upoštevanje zbranih informacij pri prilagajanju strategije oglaševanja.
-	Sodelovanje z drugimi oddelki v podjetju, npr. s prodajo, odnosi s kupci, da se zagotavlja usklajenost dela in izboljševanje ugleda podjetja.

### Zakaj je ta zaposlitev zaželena?
Ker naj bi omogočala neodvisnost, izražanje ustvarjalnosti in dobro plačilo, kar daje visoko vrednost delu na spletnih socialnih omrežjih in prikrije manj zaželeno plat tega dela, kot so dolg delavnik, negotovi delovni pogoji in struktrurna hierarhija. Zaposlitev je priljubljena tudi, ker posameznike pritegne dejstvo, da je meja med delom in prostim časom zamegljena. Delovno okolje naj bi bilo zabavno, polno priložnosti in takšno, da se v njem zaposlen dobro počuti in ker gre za sproščeno delovno okolje, tudi ni nujno, da nosi uglajena službena oblačila. Prav tako se kot prednost takšne zaposlitve omenjajo vedno raznovrstne in zanimive delovne naloge. V Zahodnem svetu upravljavci profilov na spletnih socialnih omrežij pogosto odhajajo na službena potovanja in so deleženi raznih ugodnosti v trgovinah.

### Zahtevane spretnosti, sposobnosti in znanja
-	Zelo dobre spretnosti urejanja slikovnega ter video materiala, sposobnost izpeljave predstavitev in dobre komunikacijske spretnosti.
-	Znanje oblikovanja podobe na spletu in znanje o tem, kako oblikovati spletno stran, da bodo vsebine obiskovalca pritegnile in prepričale do te mere, da postane stranka (CRO- postopek) in poznavanje optimizacije spletnih strani.
-	Znanje o oglaševanju na spletu.
- Pozitiven odnos, osredotočenost na stranke in pozornost na podrobnosti, skupaj z večopravilnostjo in dobrimi organizacijskimi spretnostmi.
- seznanjenost s spremembami na področju digitalnih medijev, poznavanje trendov, konkurence in novo nastajajočih tehnologij.
-  Dobre jezikovne spretnosti in spretnost ustvarjanja kratkih in jedrnatih sporočil.
Pri spletnih socialnih omrežjih je ključno ustvarjanje sporočil, ki se jih na spletu z lahkoto "deli". Sporočilo na spletnih socialnih omrežjih mora navdušiti spletno občinstvo, ker pa je dolžina sporočila omejena, to zahteva posebne spretnosti. Pisanje na spletnih socialnih omrežjih naj bi vključevalo naslednje značilnosti: podajanje sporočila, ki bralce prepriča v nakup izdelka/storitve, ki ga/jo podjetje ponuja, pisanje na kar se da pristen način, ter oblikovanje zapisa na način, ki bo pri občinstvu vzbudil največ odzivov (npr. namesto dejstva o izdelku, spletnemu občinstvu napišejo vprašanje).
-	Znanje o obdelavi podatkov
Delodajalci želijo vedeti, kako se to, kar so vložili v ustvarjanje spletnih strani, odraža v tem, koliko se spletno občinstvo odziva na te platforme, število obiskov spletne strani in kako ozaveščen je splet o njihovi znamki in izdelkih. Zaposleni, ki je odgovoren za upravljanje profilov podjetja na spletnih socialnih omrežjih naj bi dobro poznal Google Analytics, Facebook Insights in Twitter Analytics. To so brezplačna orodja, ki omogočajo vpogled v to, kako objave na spletu delujejo in kakšen doseg imajo: koliko ljudi se je na objavo odzvalo, število obiskov spletne strani in koliko ljudi je objavo videlo. Ta orodja ponudijo vpogled tudi v demografske podatke ljudi, ki se odzivajo na objave. Pridobljene podatke pa mora zaposleni znati uporabiti pri prilagajanju strategije oglaševanja.
-	Hitrost in odzivnost
Spletna socialna omrežja delujejo z visoko hitrostjo, prav tako pa mora strokovnjak na področju socialnih omrežij biti v koraku s časom. Socialna omrežja so mediji, preko katerih se stranke hitro obvešča o pomembnih informacijah glede izdelkov. Pomembno je, da zaposleni spremlja odzive spletnega občinstva na objave in še pomembneje, da se na odzive odzove (npr. na pritožbe, pohvale) in odgovorja strankam na njihove komentarje.
-	Fleksibilnost
Pojav mobilne tehnologije zahteva, da so zaposleni na voljo ves čas. V nekaterih oglasih za zaposlitev, je izraženo, da je zaželeno, da zaposleni delo vedno opravi kot da gre za najbolj nujno situacijo, ter da so socialna omrežja služba, ki terja delo 24 ur na dan, vse dni v tednu. Podjetja pogosto v oglasih za zaposlitev omenjajo, da želijo kandidate, ki bodo na voljo tudi ob večerih, vikendih oz. kadarkoli, ter da se je zaposleni pripravljen hitro odzvati na pozive iz službe, ko gre za nujne situacije in pomembne dogodke. Podjetjem, ki iščejo zaposlenega na področju socialnih omrežij, pa je pomembna tudi fleksibilnost glede vsebin dela. Kandidat za to delovno mesto, bi moral biti sposoben večopravilnosti, tudi v smislu, da ima spretnosti preklapljanja med različnimi delovnimi nalogami in odgovornostmi, kot tudi upravljanja s profili na različnih platformah in to prilagajati potrebam podjetja.

### Posebnosti pri izbiri kadra za upravljanje socialnih omrežij
Pri iskanju kandidatov za delovno mesto, kjer bi zaposleni upravljal s socialnimi omrežji, si delodajalci želijo osebo, ki je družabna, ima veliko poznanstev, hitro sklepa prijateljstva in dobro nadzoruje svoja čustva. Nekateri delodajalci od kandidatov zahtevajo, da priložijo dokaz o spretnosti s socialnimi omrežji, npr. Buzzfeed v oglasu za zaposlitev kandidate naproša, da priložijo povezave do svojih profilov na socialnih omrežjih, in sicer Twitter, Tumblr, Facebook, Pinterest, ali pa oseben blog. Pomembno je predvsem število sledilcev na socialnih omrežjih, ker je to za podjetja kvantitativna mera spretnosti prepričljivosti posameznika, več sledilcev kot kandidat ima, bolj prepričljiv pri uporabi spletnih socialnih omrežij naj bi bil. Idealen kandidat namreč že ima oblikovano svoje občinstvo na spletu. To so lahko bralci bloga, ki ga kandidat za zaposlitev piše ali pa Twitter račun z veliko sledilci. Zaposlovalcem ti podatki o osebnem profilu kandidata služijo kot dokaz, da lahko ta posameznik gradi stike, krepi podporo znamki in strateško usmerja pozornost svojega občinstva na spletu. V oglasih za zaposlitev na socialnih omrežjih je pogosto omenjeno, da naj bi primeren kandidat za zaposlitev bil dobro seznanjen z vsebino storitev podjetja in da tako hkrati ustvarjalec znamke kot tudi njen privrženec.
Delo na družbenih omrežjih vključuje vnašanje elementa čustev v delo, kar pomeni, da zaposleni v tem poklicu sočustvuje, gradi odnose in se vključuje v tako imenovano čustveno delo oz. Emotional labor. Zaposleni mora torej znati upravljati s čustvi in jih nadzorovati, ter prenesti morebitne negativne odzive uporabnikov interneta kot so, žaljivke, grožnje in ostale negativne odzive ljudi na njegovo delo na spletu.
Od zaposlenega na socialnih omrežjih se tudi pričakuje, da je samouk. Zaposleni naj bi skrbel, da se seznanja z novimi trendi, usvaja aktualne veščine in pridobiva ostala potrebna znanja. Delo zaposlenega, ki upravlja s socialnimi omrežji je vsestransko in izoblikuje zaposlene v delavce, ki so vedno na voljo in jim menjavanje delovnih nalog in obveznosti ne predstavlja težav, poleg tega pa v svoje delo vnašajo čustva, »online in off«, tako na spletu kot pri komuniciranju v živo.